# Алексиje Дука Филантропен
Алексије Дука Филантропен (грч. Αλεξιος Δουκας Φιλανθρωπηνος, умро око 1275) је био византијски племић и истакнути адмирал, са чином протостратора, а касније и мега дукса у време владавине цара Михаила VIII Палеолога (1259–1282).

## Биографија
Алексије је први важнији члан породице Филантропен који се помиње у изворима. Први пут се појављује у историји Георгија Акрополита у јесен 1255. као војни заповедник у Охридској области — можда као дукс (војвода) локалне теме (провинције) — током ратова цара Теодора II Ласкариса (1254–1258) против Бугари.
Током 1260-их, Филантропен је носио високу титулу протостратора. Теоретски, био је подређен мега дуксу Михаилу Ласкарису, али је овај био стар и немоћан, а Филантропен је вршио де факто команду над византијском морнарицом. 1262. или 1263. године, убрзо након поновног преузимања Константинопоља од Латинског царства, цар Михаило VIII Палеолог га је послао да изврши препад на латинске поседе Егејског мора. Ово је била прва велика експедиција коју је предузела Палеологова недавно проширена и реорганизована морнарица, а Филантропенови бродови су били опремљени новим корпусом Гасмулоја и Просалентаја. Византинци су извршили упаде и опљачкали острва Парос, Наксос и Кеос, као и градове Карист и Ореој на Негропонту (Еубеја), пре него што су отпловили на југ да подрже операције експедиционих снага које су се искрцале у Монемвасији против Ахејске кнежевине.
Године 1270. Филантропен је вероватно био генерал који је командовао војском која се искрцала у Монемвасији, и наредних година деловао у Мореји против Ахајаца. Обе стране у овом сукобу избегле су потенцијално погубну директну конфронтацију, уместо тога фокусирајући се на препаде како би опљачкали и опустошили територију свог противника. Током раних 1270-их, Филантропен је неколико пута водио своју флоту против Латина, подржавајући Ликарија, царског вазала, у Негропонту и учествујући у великој византијској поморској победи у бици код Деметрије, током које је био тешко рањен. За овај успех, уздигнут је на чин мега дукса, који је сада упражњен након смрти Михаила Ласкариса. 
Филантропен је умро око 1275. године, и убрзо га је наследио Ликарио као мега дукс.

## Породица
Алексије је имао једну ћерку Марију, која се удала за протовестијара Михаила Тарханијота. Њихов други син био је пинкерн Алексије Филантропен Млађи, истакнути генерал који је постигао неколико успеха против анадолских Турака и који је предводио неуспешну побуну против цара Андроника II Палеолога (1282–1328) 1295. године.